# イサーク・アスクイ
イサーク・アスクイ（Isaac Azcuy Oliva 1953年6月3日 - ）はキューバのピナール・デル・リオ出身の柔道選手。階級は86kg級。身長178cm。

## 人物
1974年のパンナム選手権中量級で優勝した。1978年にはパンナム選手権の86kg級で優勝を飾った。1979年のプレオリンピックでは3位に入った。1980年モスクワオリンピックでは決勝でスイスのヨルグ・ロースリスベルガーに敗れたものの銀メダルを獲得した。1983年にはパンアメリカン競技大会で優勝を飾るが、世界選手権では5位だった。1984年のパンナム選手権では3度目の優勝を飾った。ロサンゼルスオリンピックはキューバがボイコットしたために出場できなかったが、その実質的な対抗大会として開催されたフレンドシップ・ゲームズに出場して2位となった。

## 主な戦績
- 1974年 - パンナム選手権 中量級　優勝
- 1978年 - パンナム選手権　優勝
- 1979年 - プレオリンピック　3位
- 1980年 - キューバ国際　優勝
- 1980年 - モスクワオリンピック　2位
- 1981年 - モンゴル国際　86kg級　2位　無差別　3位
- 1981年 - キューバ国際　優勝
- 1982年 - フランス国際　優勝
- 1982年 - キューバ国際　優勝
- 1983年 - ハンガリー国際　2位
- 1983年 - キューバ国際　2位
- 1983年 - パンアメリカン競技大会　優勝
- 1983年 - 世界選手権　5位
- 1984年 - 東ドイツ国際　優勝
- 1984年 - パンナム選手権　優勝
- 1984年 - キューバ国際　優勝
- 1984年 - フレンドシップ・ゲームズ　2位